# Vespertilio sinensis
Il serotino bicolore asiatico (Vespertilio sinensis  Peters, 1880) è un pipistrello della famiglia dei Vespertilionidi diffuso nell'Asia orientale.

## Descrizione

### Dimensioni
Pipistrello di medie dimensioni, con la lunghezza della testa e del corpo tra 58 e 80 mm, la lunghezza dell'avambraccio tra 43 e 55 mm, la lunghezza della coda tra 34 e 54 mm, la lunghezza del piede tra 9 e 16 mm, la lunghezza delle orecchie tra 14 e 21 mm.

### Aspetto
La pelliccia è corta e densa. Il colore generale del corpo è brizzolato, dovuto principalmente al colore biancastro della punta dei peli bruno-nerastri o bruno-rossastri, mentre i fianchi del ventre e la gola sono giallo crema. Il muso è bruno-nerastro, gli occhi sono piccoli. Le orecchie sono corte, larghe, triangolari, con il bordo posteriore che si estende alla base, attraverso l'antitrago, fino all'angolo posteriore della bocca. Il trago è corto, con l'estremità arrotondata e piegata in avanti. Le ali sono strette, nerastre ed attaccate posteriormente alla base delle dita dei piedi. La punta della lunga coda si estende leggermente oltre l'ampio uropatagio.  Il calcar è lungo e fornito di una carenatura ben sviluppata. Le femmine hanno un paio di mammelle. La sottospecie V.s.orientalis ha la gola più scura ed il trago più ampio nella parte centrale, mentre in V.s.sinensis è più largo alla base.

### Ecolocazione
Emette ultrasuoni a basso ciclo di lavoro con impulsi di breve durata a banda larga con frequenza iniziale di 83,66±2,08 kHz,  finale di 24,78±0,41 kHz e massima energia nella prima armonica.

## Biologia

### Comportamento
Si rifugia in gruppi nelle cavità degli alberi, nei fabbricati e nelle grotte lungo le coste. Sono stati osservati vivai di diverse dozzine o centinaia di femmine e piccoli. Oltre agli ultrasuoni emette un suono stridulo udibile anche dall'uomo quando si nutre. L'attività predatoria inizia al tramonto.

### Alimentazione
Si nutre di insetti, particolarmente Lepidotteri, Ditteri e Coleotteri, catturati in volo solitamente in alto su spazi aperti come specchi d'acqua.

## Distribuzione e habitat
Questa specie è diffusa nell'Asia orientale dalla Mongolia nord-orientale, attraverso tutta la Cina fino al Giappone e Taiwan.
Vive in zone montane, semi-desertiche e nelle steppe.

## Tassonomia
Sono state riconosciute 3 sottospecie:
- V.s.sinensis: Province cinesi del Qinghai, Jilin, Heilongjiang, Mongolia interna orientale, Hebei, Pechino, Tianjin, Shandong, Hubei, Hunan, Jiangxi, Guangxi, Yunnan; isole giapponesi di Kyūshū, Honshū, Hokkaidō ed Otukue; Penisola coreana, Siberia occidentale, Mongolia settentrionale ed orientale;
- V.s.andersoni (Wallin, 1963): Provincia cinese della Mongolia interna centrale;
- V.s.orientalis (Wallin, 1969): Province cinesi del Fujian, Shanxi, Gansu, Sichuan e isola di Taiwan.

## Conservazione
La IUCN Red List, considerato il vasto areale, l'adattabilità e l'assenza di minacce rilevanti, sebbene la popolazione giapponese sia stata localmente considerata vulnerabile o con dati insufficienti, classifica V.sinensis come specie a rischio minimo (Least Concern)).